# Adolfo Cañastunnel
De Adolfo Cañastunnel (Spaans: Túnel de Adolfo Cañas) is een tunnel voor het wegverkeer op de Spaanse autosnelweg GC-1 in de gemeente Las Palmas, in het noordoosten van Gran Canaria. De Adolfo Cañastunnel bestaat uit één tunnelkoker van 3 rijstroken breed en is 1250 m lang. De tunnel wordt alleen gebruikt door verkeer naar het zuiden. Verkeer naar het noorden volgt de kust, dichter bij de zee, en gaat niet door een tunnel. De tunnel ligt ten noorden van de Piedra Santatunnel.
Adolfo Cañastunnel · Balitotunnel · Candelariatunnel · El Galeóntunnel · El Lechugaltunnel · El Salvajetunnel · Ingeniero Julio Luengotunnel · La Vergatunnel · Los Frailestunnel · Mogántunnel · Montañetotunnel · Motor Grandetunnel · Pico Vientotunnel · Piedra Santatunnel · Pino Secotunnel · Puerto Ricotunnel · Sabinaltunnel · Salto del Negrotunnel · Santo Domingotunnel · Tauritotunnel · Taurotunnel · Tiritañatunnel